# Kirche St. Martin (Busskirch)

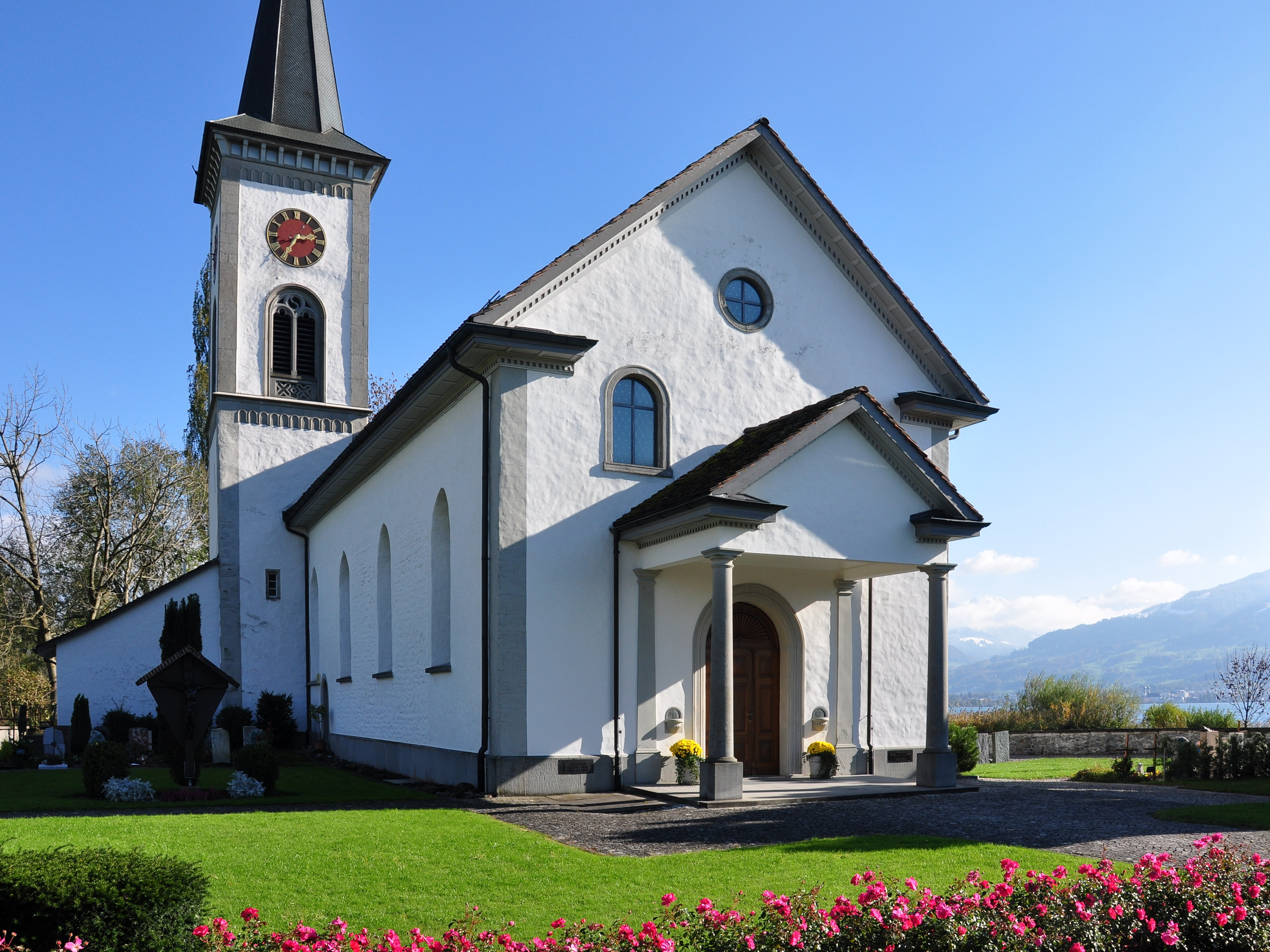
Die Kirche St. Martin

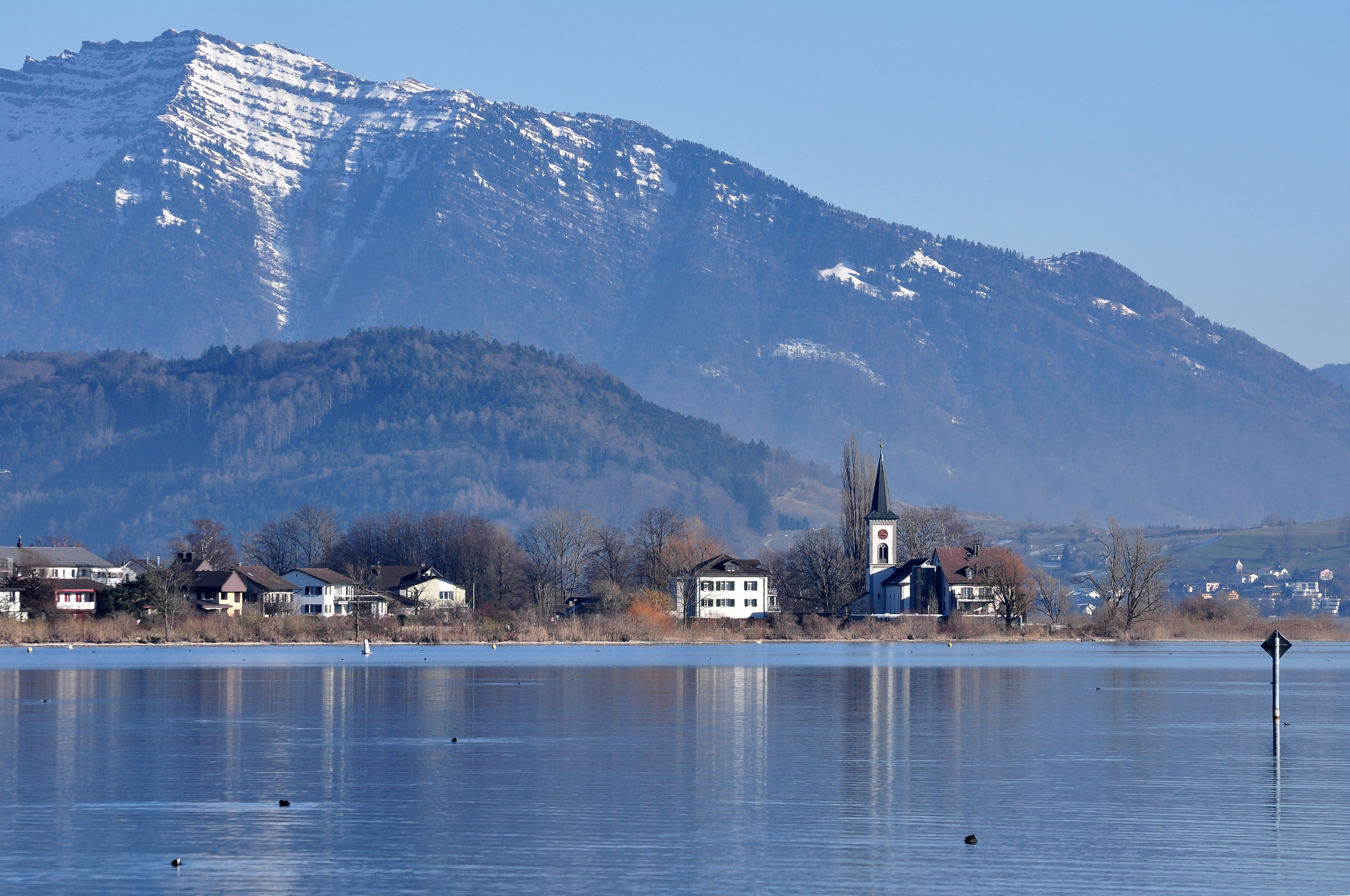
Ansicht von der Holzbrücke Rapperswil–Hurden über den Obersee auf die Halbinsel von Busskirch

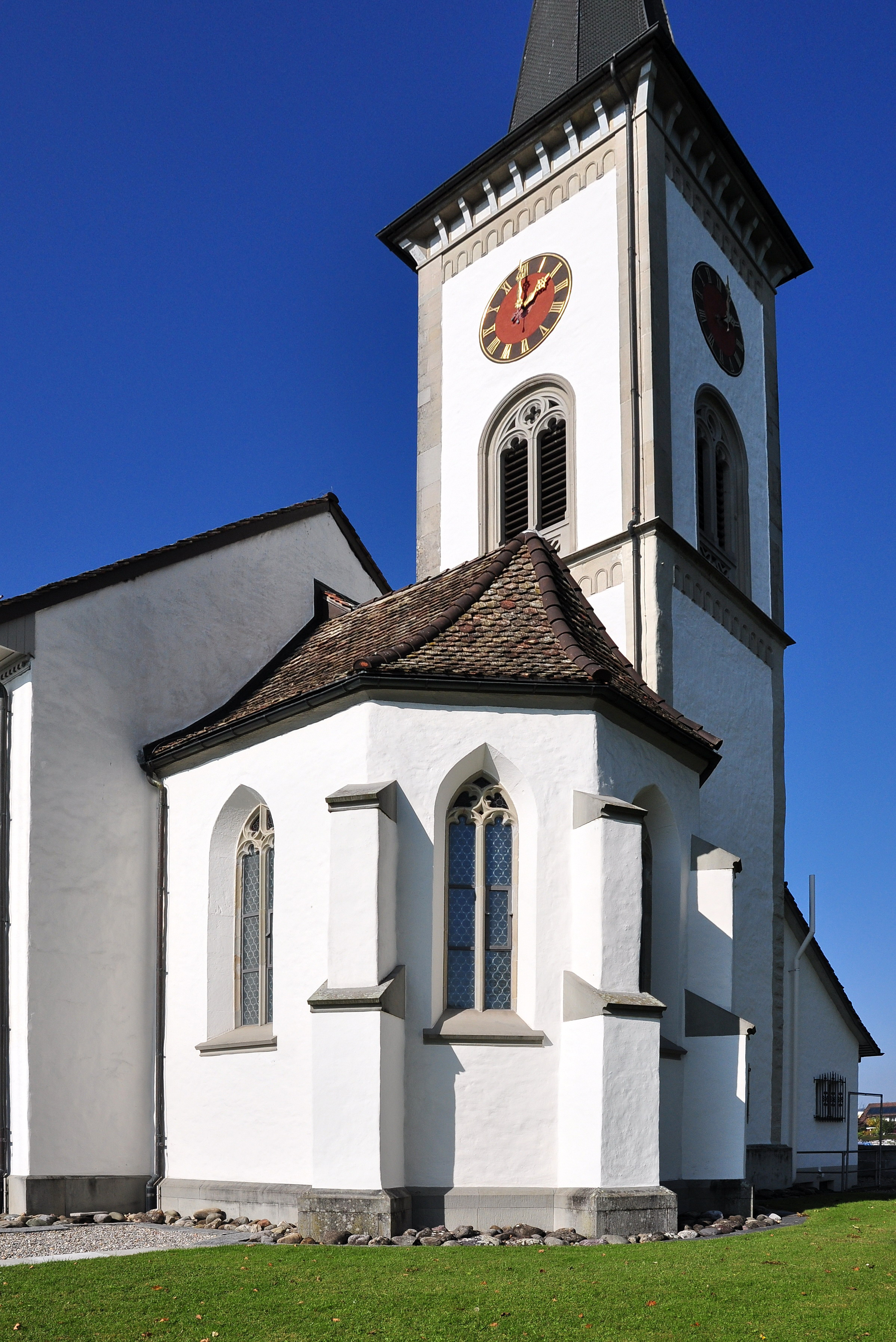
Gotischer Chor und Kirchturm nach dem Umbau von 1482/83

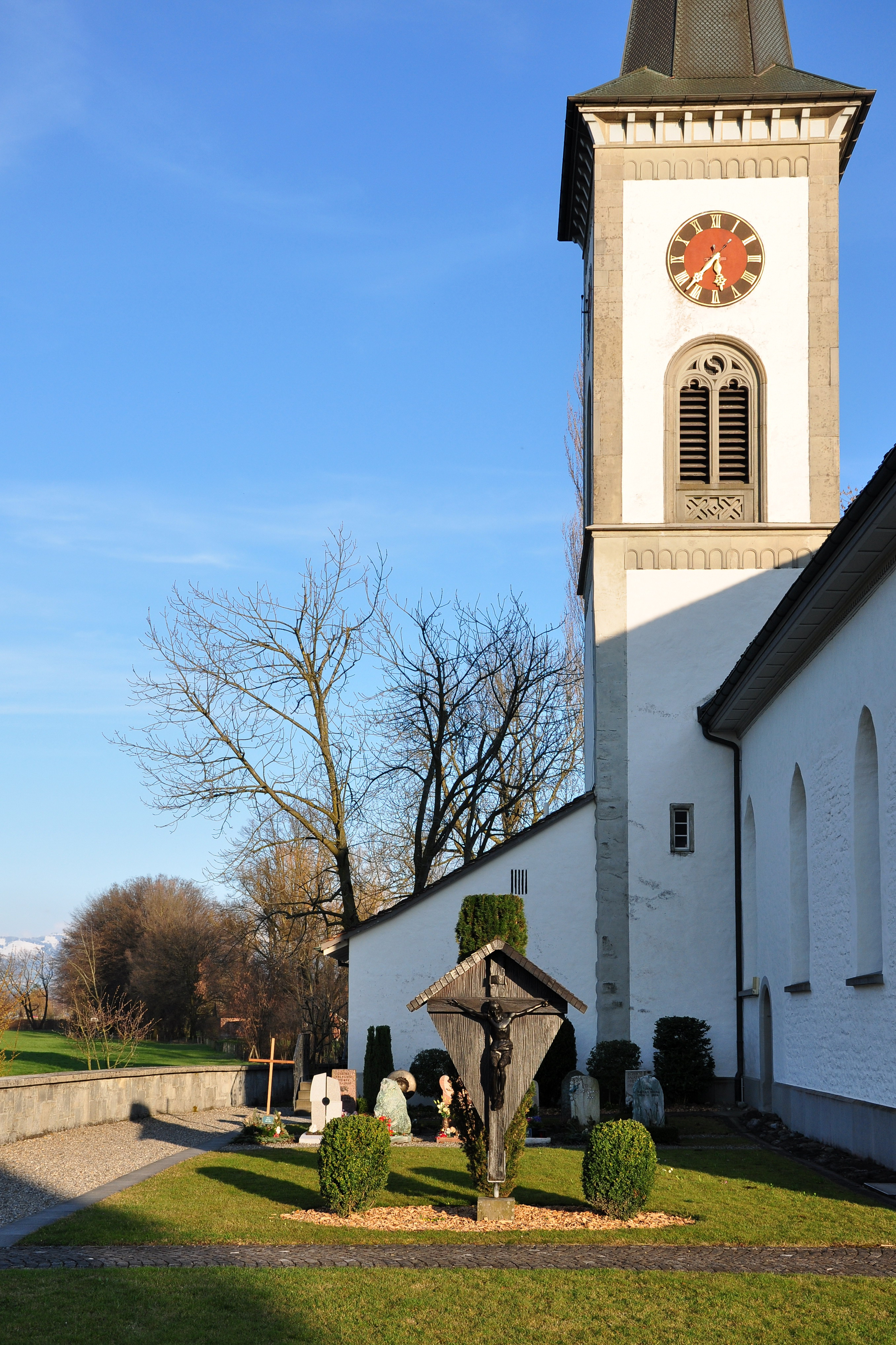
Sakristei und Standort des 1850 entfernten Beinhauses

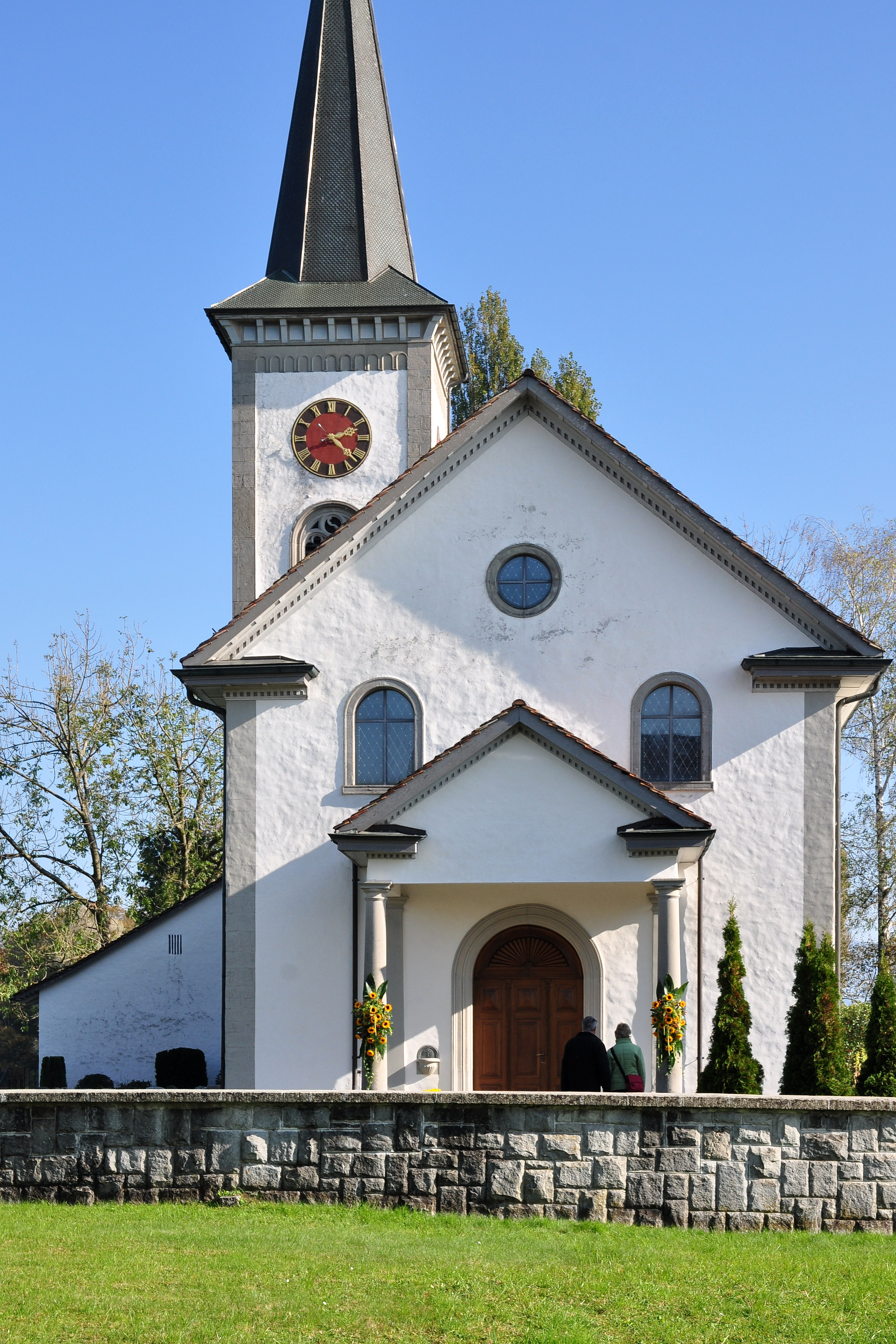
Vorbau von 1676

Die Kirche St. Martin war bis 1945 eine römisch-katholische Pfarrkirche im Kirchdorf Busskirch in Jona, einem Ortsteil der Schweizer Gemeinde Rapperswil-Jona im Kanton St. Gallen.

## Lage
Die Kirche steht auf einer in den oberen Zürichsee ragenden Halbinsel am nördlichen Seeufer, im Mündungsdelta der Jona, einem Fluss in den Schweizer Kantonen Zürich und St. Gallen, nach dem der gleichnamige Ortsteil von Rapperswil-Jona benannt ist. Die frühmittelalterliche Pfarrkirche St. Martin und ihr Friedhof wurden auf den Überresten eines römischen Gutshofes aus der zweiten Hälfte des 1. Jahrhunderts n. Chr. erbaut, der dem römischen Vicus Centum Prata (Kempraten) zugeordnet wird. 

## Geschichte der Pfarrei Busskirch
Die Pfarrei Busskirch ist eine der ältesten am Zürichsee und spielte bis zu ihrer Aufhebung im Jahr 1945 eine bedeutende Rolle. Von 840 bis 1838 war sie dem Kloster Pfäfers unterstellt, das über die Kollatur, Zehntrechte und ausgedehnten Grundbesitz verfügte. Erstmals erwähnt wird die Kirche von Busskirch im churrätischen Reichsurbar als „fossonas ecclesiam“ im Besitz der Benediktinerabtei Pfäfers. In einer im Stiftsarchiv St. Gallen aufbewahrten Vergabungsurkunde vom 6. August 854 werden „Fussinchirichun“ (Busskirch) und „Vurmirrispah“ (Wurmsbach) erwähnt. 
In einer Urkunde vom 16. April 1209, ausgestellt im Grossmünster in Zürich, bestätigen Lütold IV. von Regensberg und sein Sohn die Übertragung eines Guts an die Brüder von St. Maria und verbrieften die Vereinbarung zwischen der Propstei Rüti und dem Leutpriester von Busskirch, als Vertreter des Klosters Pfäfers: Die neuen Besitzungen des Klosters waren nach Busskirch zehntpflichtig, ebenso war die auf der heutigen Chlaushöhe in Rüti gelegene St. Nikolaus-Kapelle Busskirch unterstellt. Im Einverständnis mit dem Abt von Pfäfers trat dieses die St. Nikolaus-Kapelle und die Einkünfte aus deren Widumgut und die Zehnten an den Konvent von Rüti ab, und der Bischof von Konstanz verzichtete auf seine Rechte.
Busskirch war eine Grosspfarrei, der die Einwohner von Rapperswil und des heutigen Jona sowie weitere Kirchen angehörten. 1253 trat Graf Rudolf III. von Rapperswil sein Patronatsrecht an das Kloster Pfäfers ab, um die Stadtkirche von Rapperswil vom Sprengel der Pfarrei Busskirch abzulösen. 1369 wurde die Kirche des Klosters Mariazell-Wurmsbach dem Gebiet der Pfarrkirche von Busskirch zugeschlagen. Nach der Auflösung des Klosters Pfäfers wurde Busskirch 1838 eine unabhängige Pfarrei, 1945 in die Kirchgemeinde Jona integriert, und seit 2008 gehört Busskirch, nach der Gemeindefusion von Jona und Rapperswil, zur Katholischen Kirchgemeinde Rapperswil-Jona.

## Baugeschichte
Die erste der fünf Vorgängerkirchen entstand auf römischen Mauerresten, die bei der Innenrenovation 1975 zum Vorschein kamen. Bereits 1927 wurden Reste eines römischen Hypocaustums gefunden, die einer Villa rustica der zweiten Hälfte des 1. Jahrhunderts n. Chr. zugeordnet werden konnten, das mit zusätzlichen Räumen nach Osten erweitert wurde. Bemerkenswert war die Ausmalung mit leuchtenden Farben im pompejanischen Stil. Vermutlich weil der Seespiegel dauerhaft angestiegen war, nachdem die gallorömischen Bewohner des Vicus Turicum nicht mehr den Seeabfluss vom Geschiebe der Sihl befreiten, wurde im Verlauf des 3. Jahrhunderts der Boden in einem Teil des Gebäudes angehoben. Römische Mauern des gleichen Gebäudekomplexes fanden sich auch nördlich der Kirche, ebenso kamen 1950 Reste eines römischen Mörtelbodens und beim Friedhofseingang drei Stufen einer steinernen Treppe zum Vorschein – vermutlich der Zugang zum unter dem Bodenniveau liegenden Hypocaustum, wie auch zahlreich gefundene Bruchstücke von Heizungsröhren vermuten lassen. Etwa 200 Meter nordwestlich der heutigen Kirche wurden beim Bau von Wohnhäusern 1962 versehentlich Brandgräber zerstört, die wahrscheinlich zu einem römischen Gräberfeld an der Römerstrasse zwischen Kempraten und Busskirch gehörten. 
Vermutlich ist im 7. Jahrhundert auf den römischen Fundamenten eine erste kleine, dem heiligen Martin von Tours gewidmete Saalkirche errichtet worden. Dieser erste nachweisbare Kirchenbau wurde auf den römischen Fundamenten eines Raums von 9 × 6 Meter errichtet. Möglicherweise war dies die Urkirche für die Christianisierung im Linthgebiet, im Zusammenhang mit der Missionierungstätigkeit der heiligen Columban von Luxeuil und Gallus. Gallus soll Überlieferungen nach auf seinem Weg von Turicum nach Tuggen ein alamannisches Götzenbild in das Ried mit dem bezeichnenden Flurnamen „im Götz“ östlich der Kirche geworfen haben. 
Der gleich orientierte Nachfolgebau, eine Saalkirche von 11 × 6 Meter, stammt vermutlich aus karolingischer Zeit und war nicht mehr auf den römischen Fundamenten errichtet – wahrscheinlich handelt es sich dabei um jene Kirche, die 842/843 im Reichsurbar erwähnt wird. Nach einem Brand erfolgte um 1100 der Bau eines romanischen Gotteshauses auf massiven Grundmauern. An den rechteckigen Saal von 9 × 16 Meter schloss sich im Osten eine halbrunde Apsis an. Dieser Kirchenbau wurde um 1300 bis auf die Grundmauern abgetragen und der dritte Neubau mit kunstfertig geschichtetem Mauerwerk erstellt – das spätromanische Kirchenschiff blieb bis 1853 unverändert. Dieses bildete den Kernbau für die nachfolgenden Umbauten in den Jahren 1482/83 mit dem Anbau eines polygonalen gotischen Chors, dem Kirchturm und einem Satteldach, womit das Gotteshaus im Wesentlichen sein heutiges Erscheinungsbild erhielt. 
Während der Belagerung von Rapperswil (1656) plünderten und zerstörten die Zürcher Truppen die spätgotische Ausstattung der ummauerten Kirche. Das Beinhaus wurde 1850 abgebrochen. Der Turmaufsatz und der Kirchenvorbau wurden 1676 in klassizistischem Stil gestaltet. Umfassende Erneuerungsarbeiten erfolgten 1905 und 1975.

## Innenausstattung

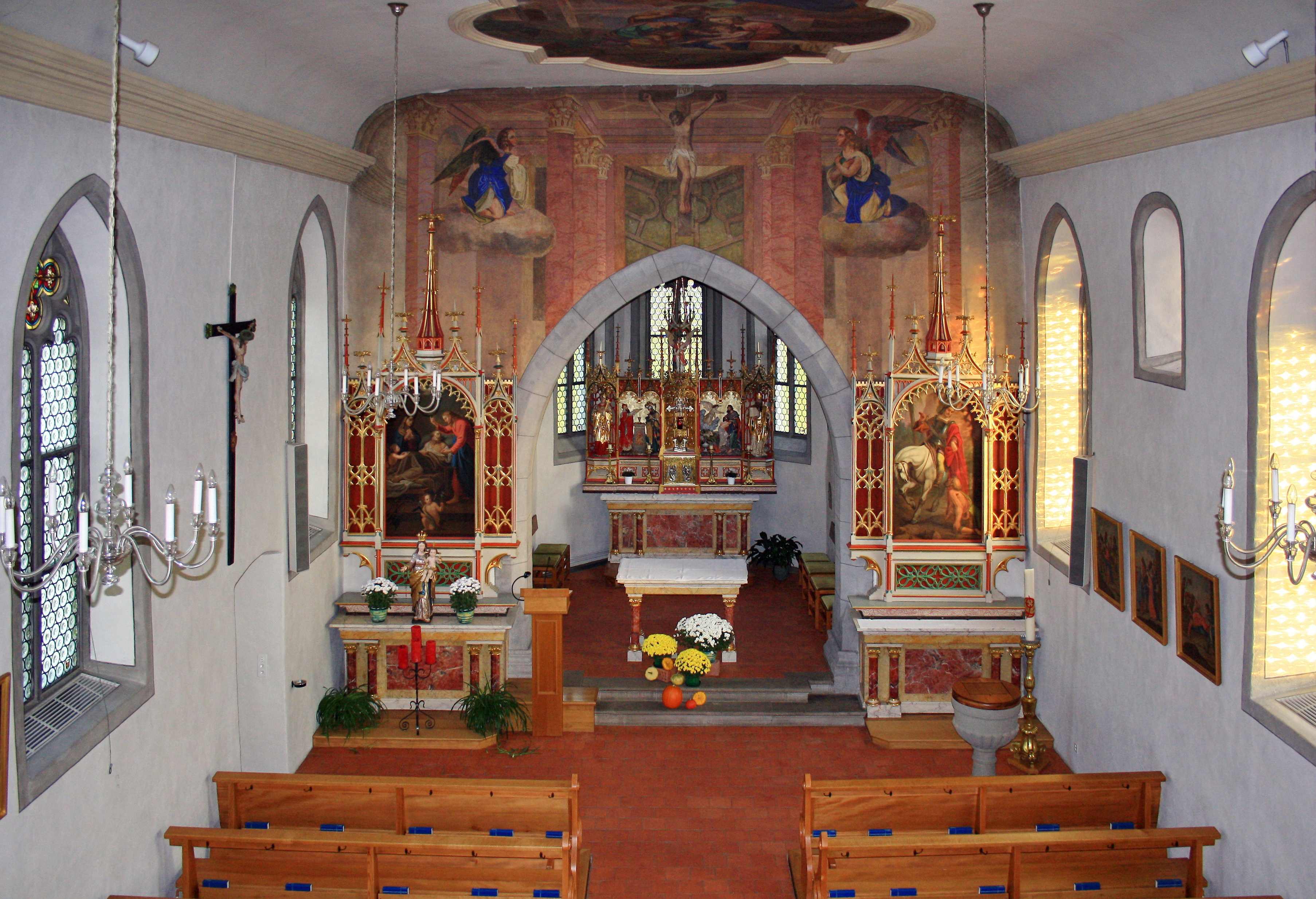
Innenansicht von der Empore

1483 wurden die Kirchenbänke und die Türe zur Sakristei eingebaut sowie zwei Seitenaltäre errichtet. Die gotischen Fenster und das Vorzeichen sind von 1671. Der Chor weist spätgotische Bauelemente auf, mit Strebepfeilern und Masswerkfenstern, ebenso der Turm bis zum Glockengeschoss. Hochliegende Rundbogenfenster belichteten den Innenraum; zwei der ursprünglich romanischen Fenster wurden bei der Restaurierung von 1975 freigelegt. Das Chorgewölbe schmücken vier Medaillons aus der Mitte des 17. Jahrhunderts mit Bildnissen der Evangelisten, entstanden vermutlich nach der Kirchenschändung der Zürcher Truppen im Jahr 1656. Die 1975 freigelegten Fresken sind in freso buono gehalten und das Gittermuster auf dem Gewölbe al secco auf den trockenen Verputz aufgetragen worden. Unter dem Verputz verborgen waren auch das Sakramentshäuschen in der Nordwand und die mit einem Eisentürchen verschlossene Nische in der Südwand. Das Fresko an der Chorwand erweckt den Eindruck eines gemalten Hallenraums, der den Rahmen für die Architektur im Chor mit dem am Chorbogen aufgehängten Kreuz bildet. Das Kruzifix steht im Zentrum zweier kniender Engel, die auf Wolken schwebend im Kirchenraum aufgemalt sind. Das spätgotische Kruzifix über dem Nordeingang stammt aus der ersten Hälfte des 16. Jahrhunderts, mit einem sehr schlanken Korpus bei 82 cm Höhe. Die Rückwand des Kirchenschiffs ziert der „Höllenrachen“: Das Werk aus der Mitte des 16. Jahrhunderts ist ein Fragment eines Bildnisses des Jüngsten Gerichts am Chorbogen.

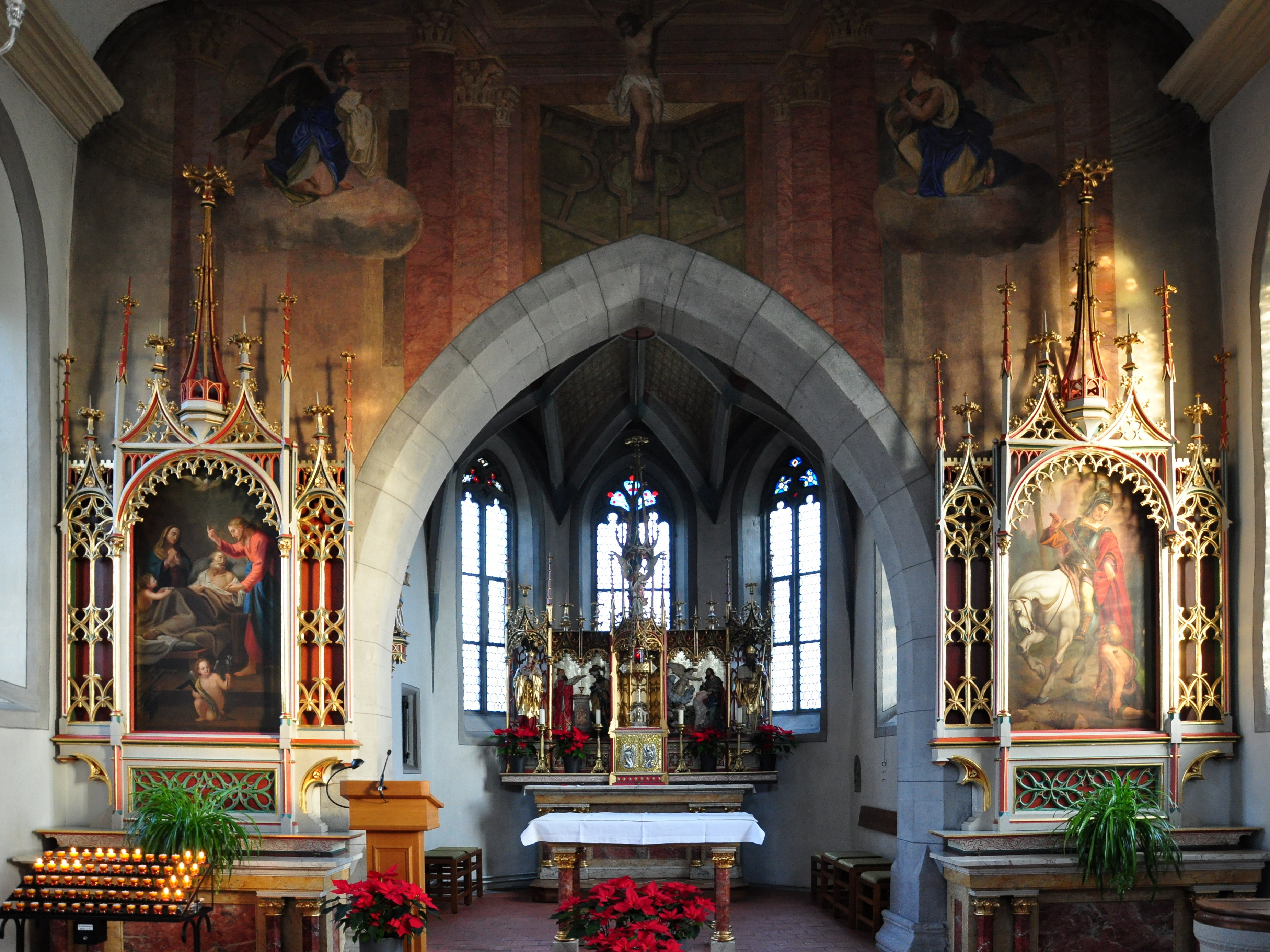
Chorbereich mit den 1975 freigelegten Fresken
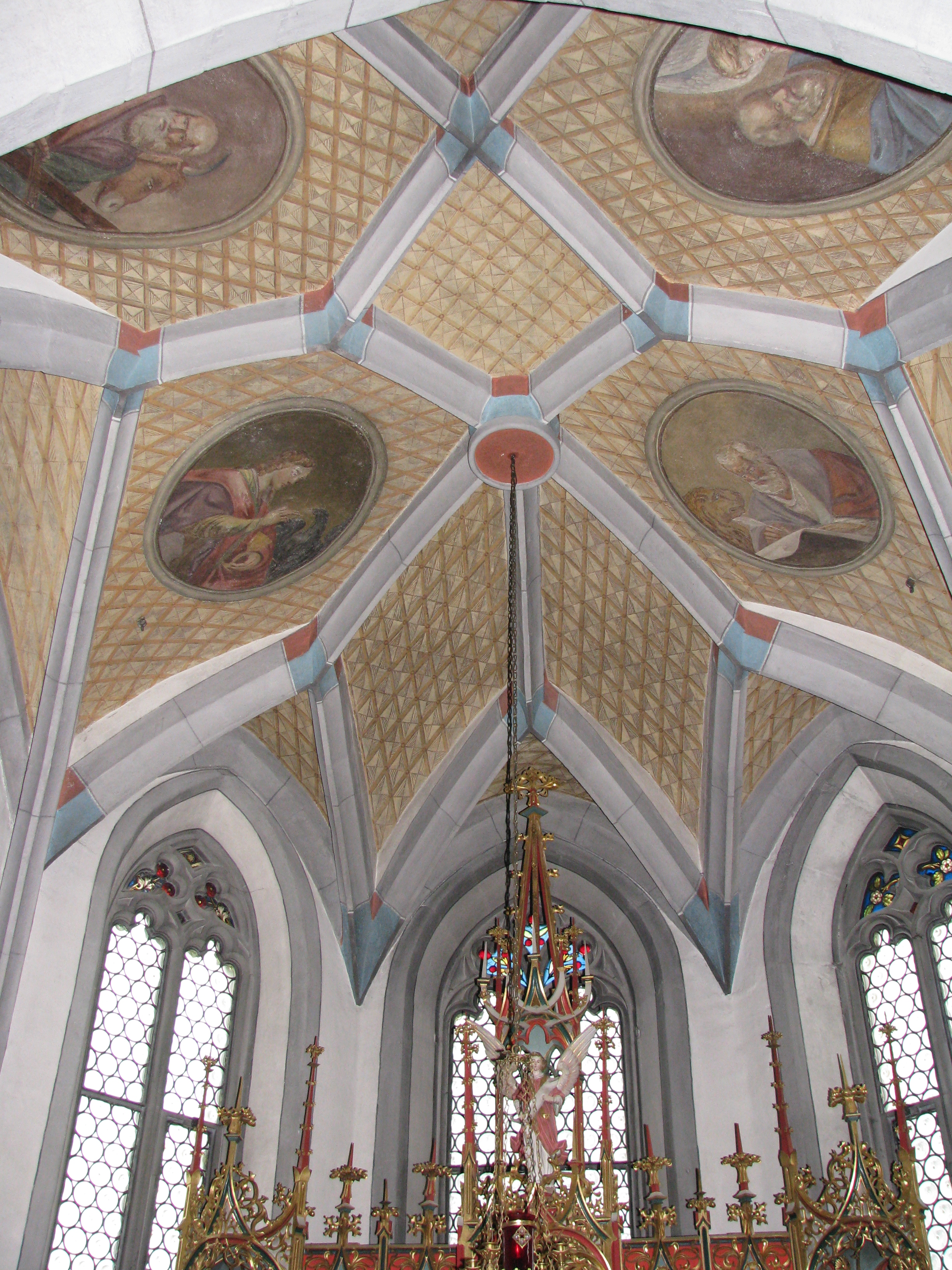
Chorgewölbe mit Fresken, Mitte 17. Jh.
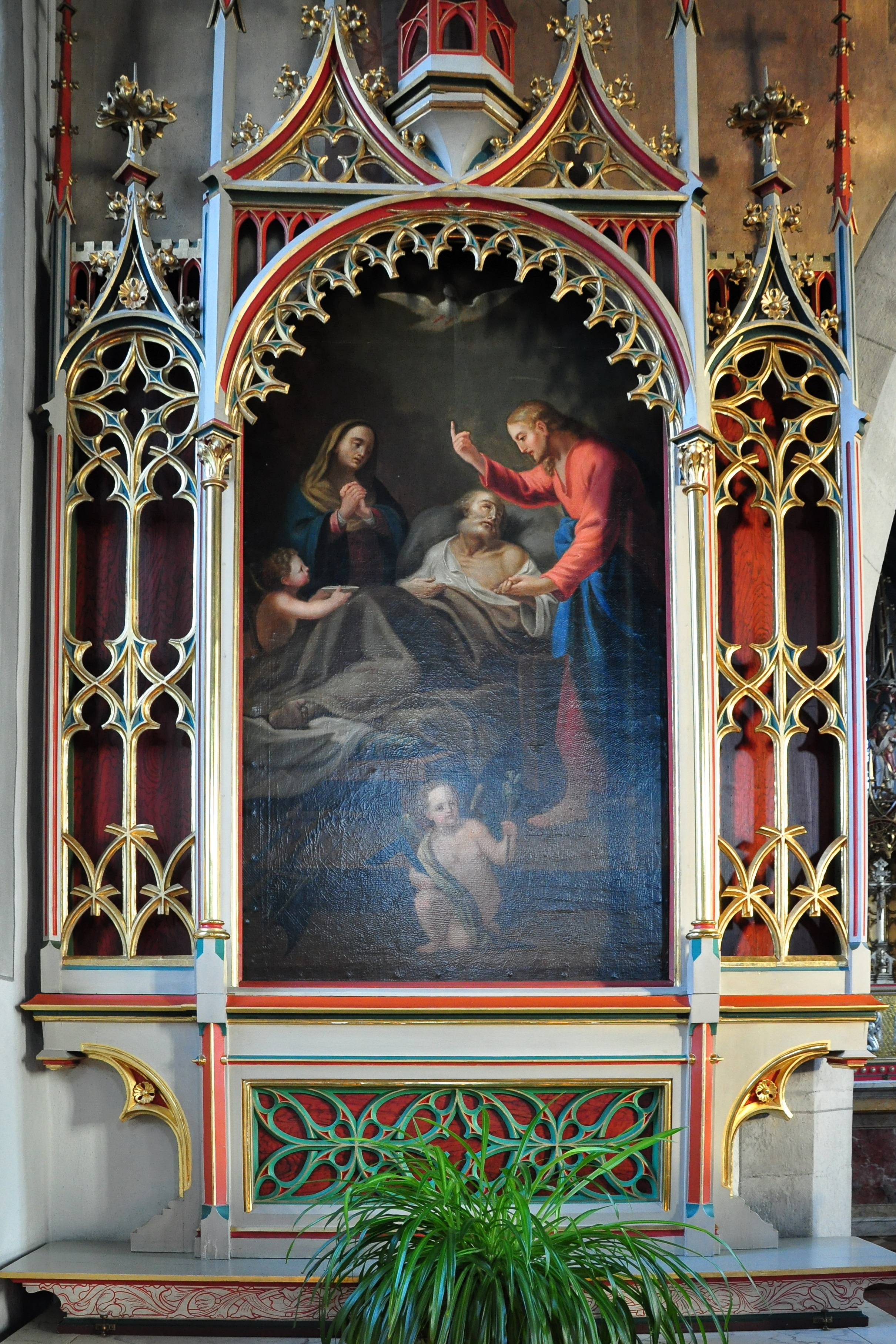
Seitenaltar „St. Josephs Hinscheidung“
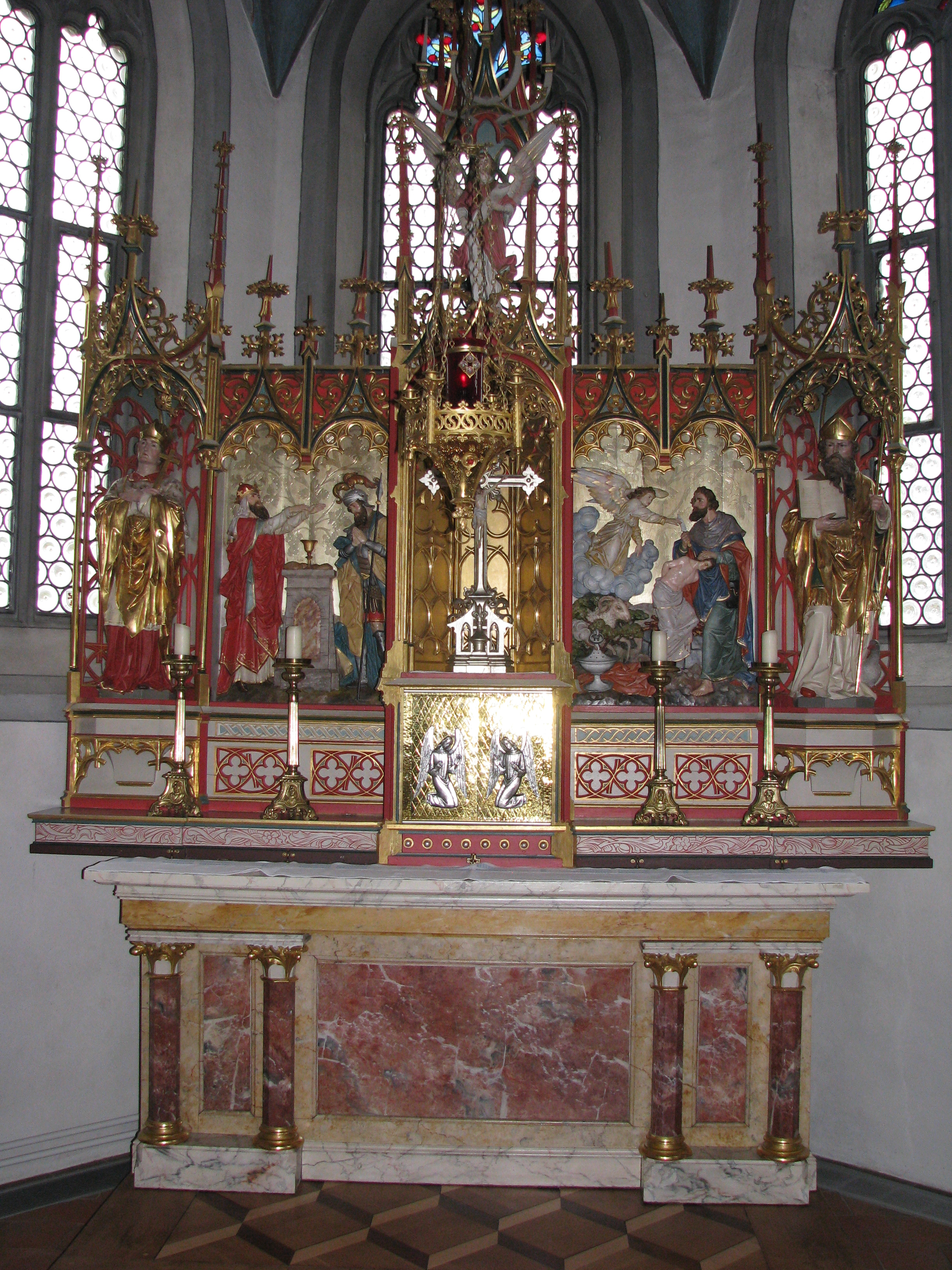
Hochaltar, links „Opfer des Melchisedechs“, rechts „Opferung Isaaks“
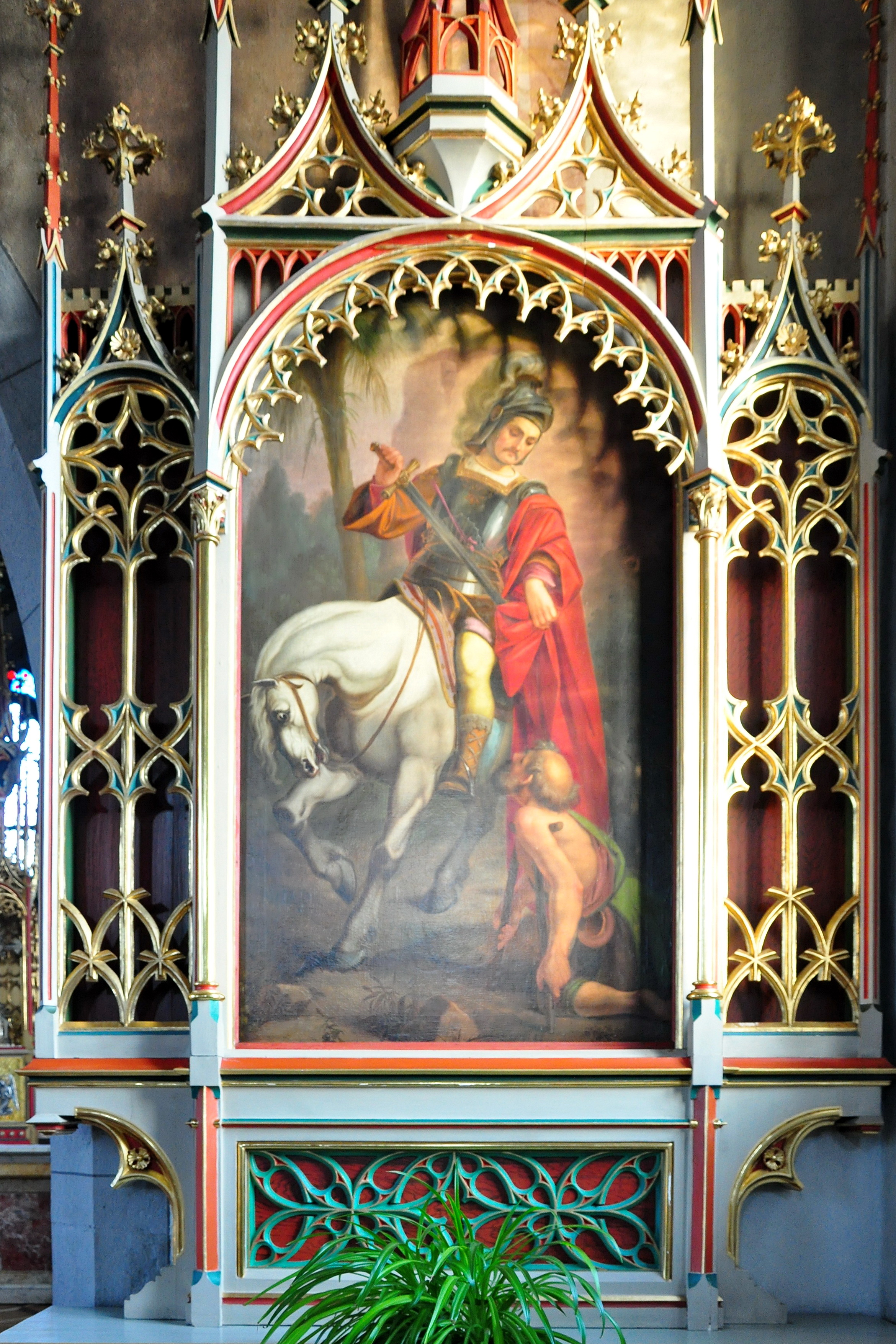
Seitenaltar „Sankt Martin“
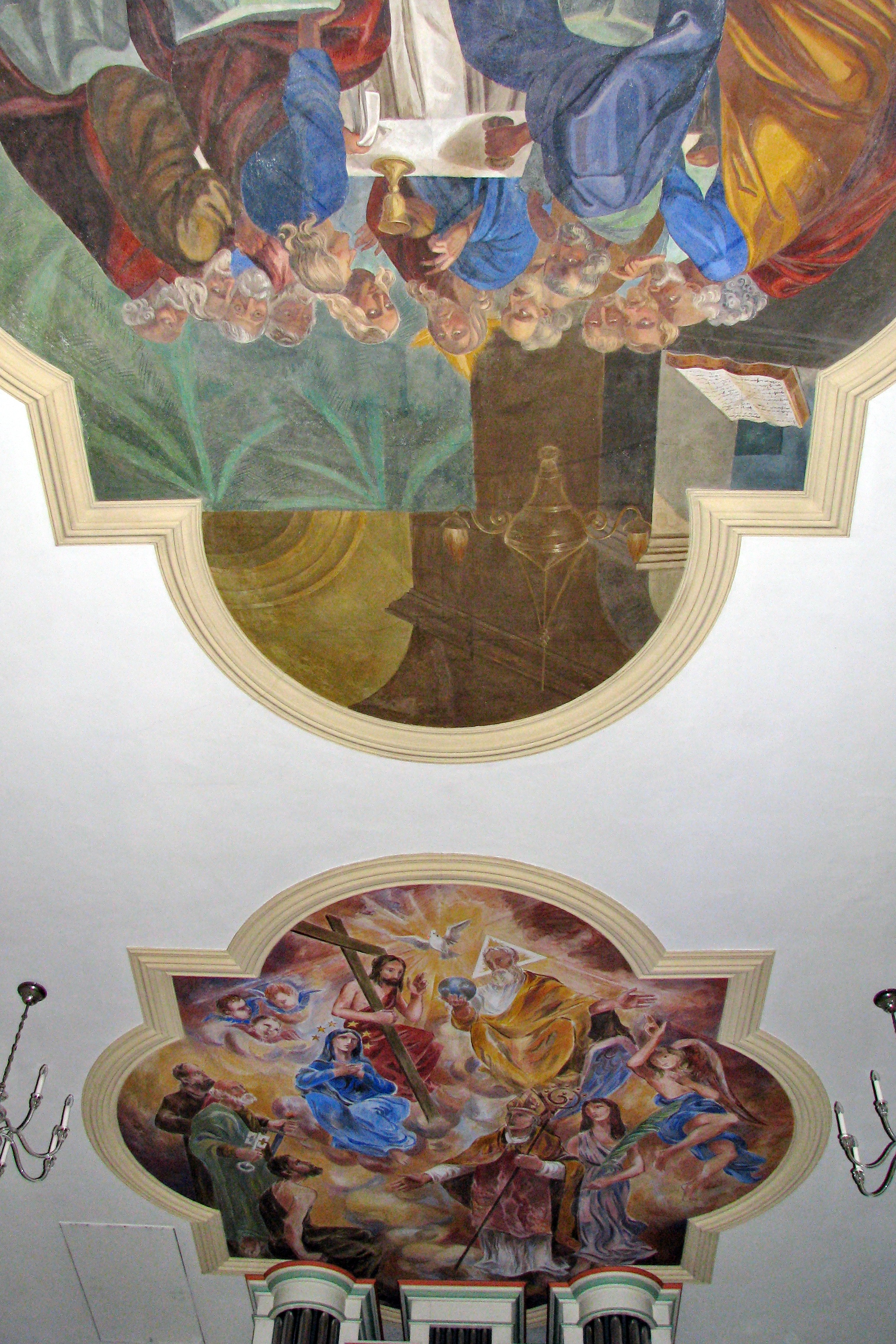
„Vollendung der Erlösten in der Herrlichkeit Christi“ (1975)
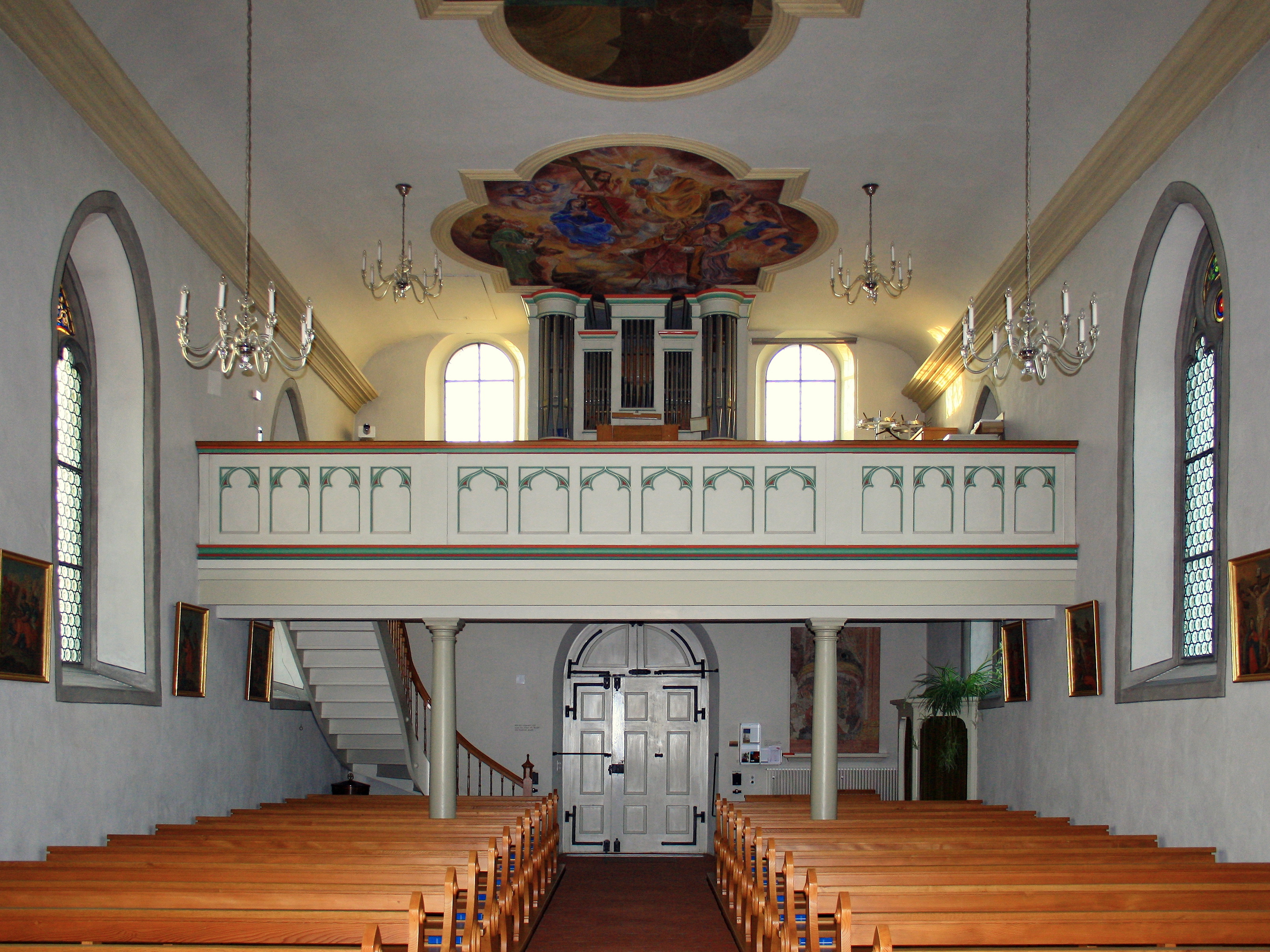
Empore und Eingangsbereich mit zwei der vier Fresken, „Kreuzweg“ links und rechts
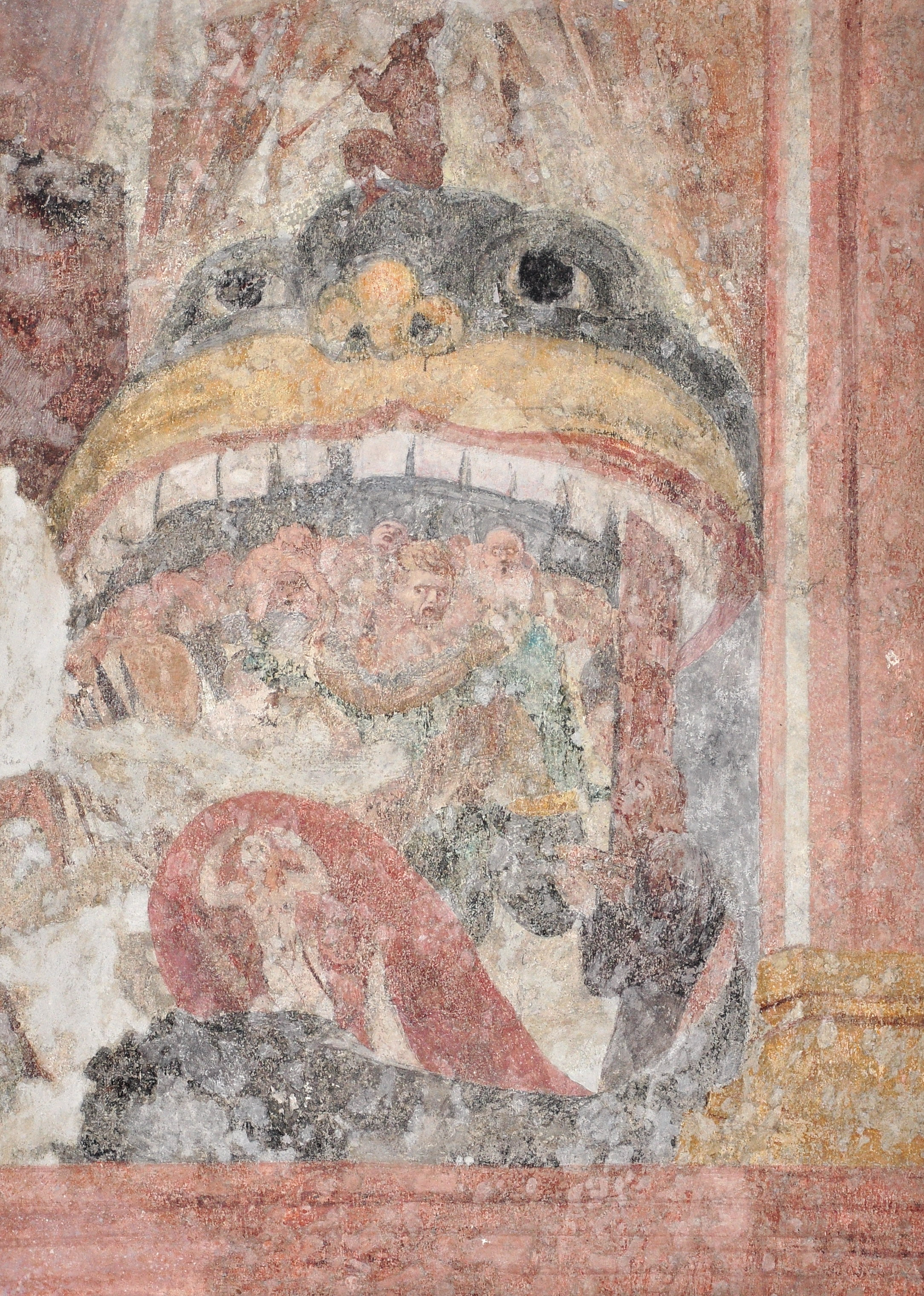
„Höllenrachen“, Fragment „Jüngstes Gericht“, Mitte 16. Jh.

1848 wurde das Kirchenschiff biedermeierlich-klassizistisch umgestaltet und im Westen um ein Fensterjoch erweitert. Die zwei nördlichen Deckengemälde malte Johann Anton Rizzi im gleichen Jahr. Mit dem Chorbogen bilden sie eine Einheit: Das vordere zeigt, im Renaissance-Stil gehalten, in Dreieckskomposition die Heilige Familie mit Elisabeth und Johannes, das Hauptfeld das Abendmahl Jesu. Der neugotische Hochaltar und die beiden Seitenaltäre stammen aus dem Jahr 1905. Als Hinweise auf das eucharistische Opfer zeigt der Hauptaltar im linken Feld das Opfer des Melchisedechs, rechts die Opferung Isaaks. Der heilige Martin wird im rechten Türmchen mit der Gans zu seinen Füssen dargestellt, links Karl Borromäus. Die Altarbilder in den Seitenaltären „Sankt Martin“ und „St. Josephs Hinscheidung“ stammen aus den alten Altären. 1936 vervollständigte Marx Stieg die Innenausstattung mit einem spätklassizistischen Taufstein mit einer gerippten Sandsteinschale über rundem Schaft.
Das dritte Deckengemälde „Vollendung der Erlösten in der Herrlichkeit Christi“ schuf Jost Blöchlinger in barockem Stil, anlässlich der Wiedereröffnung nach der Gesamtsanierung von 1975. Der Kirche St. Martin wurden zu diesem Anlass 13 ländlich-barocke Stationsgemälde aus der zweiten Hälfte des 18. Jahrhunderts und eine Muttergottes-Statue mit Kind aus dem 17. Jahrhundert geschenkt, ebenso die innere Verglasung der Fenster mit Butzen. Teile der Kirchenorgel stammen aus Andwil. Die ersten Kirchenglocken wurden vermutlich 1656 von den Zürcher Truppen geraubt. Spender ermöglichten mit der Gesamterneuerung die Anschaffung von zwei neuen Glocken und eines Glockenspiels mit Te Deum und Salve Regina Motiven.
Der Kirchenschatz ist vergleichsweise bescheiden und umfasst eine Scheibenmonstranz von 1742, das spätgotische Kruzifix, ein Vortragekreuz aus der ersten Hälfte des 16. Jahrhunderts, einen Festtagskelch von 1700, Ziborien,  Ölgefässe, Statuetten und Kirchenfahnen. Die wertvollen Stücke sind Exponate im Stadtmuseum Rapperswil-Jona und Landesmuseum Zürich.